# Sledopyt
Sledopyt (russisk: Следопыт, dansk: Stifinderen) er en sovjetisk spillefilm fra 1987 instrueret af Pavel Ljubimov.

## Medvirkende
- Jurij Avsjarov som Duncan
- Andrejs Zagars som Natt Bumppo
- Anastasija Nemoljaeva som Mabel
- Emmanuil Vitorgan som Craig
- Andrej Mironov som Sanglis